# Dalhousiella ancuda
Dalhousiella ancuda är en ringmaskart som beskrevs av Elise Wesenberg-Lund 1962. Dalhousiella ancuda ingår i släktet Dalhousiella och familjen Hesionidae. Inga underarter finns listade i Catalogue of Life.